# Rajd Szumawy 1985
Rajd Szumawy 1985 (20. Rallye Šumava 1985) – 20. edycja rajdu samochodowego Rajd Szumawy rozgrywanego w Czechosłowacji. Rozgrywany był od 30 maja do 1 czerwca 1985 roku. Rajd był piątą rundą Rajdowego Pucharu Pokoju i Przyjaźni w roku 1985 i zarazem drugą rundą Rajdowych Mistrzostw Czechosłowacji w roku 1985.

## Klasyfikacja rajdu
| Miejsce                | Kierowca               | Pilot                  | Samochód               | Czas                   | Strata                 |                        |
| Klasyfikacja generalna | Klasyfikacja generalna | Klasyfikacja generalna | Klasyfikacja generalna | Klasyfikacja generalna | Klasyfikacja generalna | Klasyfikacja generalna |
| ---------------------- | ---------------------- | ---------------------- | ---------------------- | ---------------------- | ---------------------- | ---------------------- |
| 1.                     | Svatopluk Kvaizar      | Jiří Janeček           | Škoda 130 LR           | 3:35:41                | -                      |                        |
| 2.                     | Václav Blahna          | Pavel Schovánek        | Lada VAZ 2105 VFTS     | 3:38:00                | +2:19                  |                        |
| 3.                     | Stasys Brundza         | Vladimir Neyman        | Lada VAZ 2105 VFTS     | 3:41:18                | +5:37                  |                        |
| 4.                     | Pavel Valoušek sen     | Karel Jirátko          | Porsche 911 SC         | 3:41:58                | +6:17                  |                        |
| 5.                     | Sergiy Vukovych        | Andris Zvingevics      | Lada VAZ 2105 VFTS     | 3:42:20                | +6:39                  |                        |
| 6.                     | Eugenijus Tumalevičius | Pranas Videika         | Lada VAZ 2105 VFTS     | 3:47:38                | +11:57                 |                        |
| 7.                     | Andrzej Koper          | Ryszard Awłasewicz     | FSO Polonez 2000       | 3:49:31                | +13:50                 |                        |
| 8.                     | Slavcho Hristov        | Stoyan Radev           | Lada VAZ 2105 VFTS     | 3:49:50                | +14:09                 |                        |
| 9.                     | Joel Tammeka           | Ants Kulgevee          | Lada VAZ 2105 VFTS     | 3:51:57                | +16:16                 |                        |
| 10.                    | Ivo Polášek            | Stanislav Mrkvan       | Škoda 130 LR           | 3:52:25                | +16:44                 |                        |
| Klasyfikacja RPPiP     |                        |                        |                        |                        |                        |                        |
| 1.                     | Svatopluk Kvaizar      | Jiří Janeček           | Škoda 130 LR           | 3:35:41                | -                      |                        |
| 2.                     | Václav Blahna          | Pavel Schovánek        | Lada VAZ 2105 VFTS     | 3:38:00                | +2:19                  |                        |
| 3.                     | Stasys Brundza         | Vladimir Neyman        | Lada VAZ 2105 VFTS     | 3:41:18                | +5:37                  |                        |
| 4.                     | Sergiy Vukovych        | Andris Zvingevics      | Lada VAZ 2105 VFTS     | 3:42:20                | +6:39                  |                        |
| 5.                     | Eugenijus Tumalevičius | Pranas Videika         | Lada VAZ 2105 VFTS     | 3:47:38                | +11:57                 |                        |
| 6.                     | Andrzej Koper          | Ryszard Awłasewicz     | FSO Polonez 2000       | 3:49:31                | +13:50                 |                        |
| 7.                     | Slavcho Hristov        | Stoyan Radev           | Lada VAZ 2105 VFTS     | 3:49:50                | +14:09                 |                        |
| 8.                     | Joel Tammeka           | Ants Kulgevee          | Lada VAZ 2105 VFTS     | 3:51:57                | +16:16                 |                        |
| 9.                     | Ivo Polášek            | Stanislav Mrkvan       | Škoda 130 LR           | 3:52:25                | +16:44                 |                        |

| 1. | ZSRR     |
| 2. | Polska   |
| 3. | NRD      |
| 4. | Bułgaria |
| 5. | Rumunia  |